# Kem cuộn
Kem cuộn (tiếng Thái: ไอศกรีมผัด hoặc ไอติมผัด), hay còn gọi là kem chiên chảo lạnh, là một món ăn tráng miệng đông lạnh của ẩm thực đường phố Thái Lan, được làm từ sữa, kem và đường cũng như các thành phần bổ sung khác để tăng hương vị. Hỗn hợp kem lỏng trộn đều sau đó đổ trên một chảo lạnh có mặt phẳng, và được làm lạnh ở nhiệt độ khoảng −25 độ C đến −30 độ C. Sau khi hoàn tất quá trình xào trộn bằng xẻng dẹt làm đều hỗn hợp kem lỏng, chúng được để lạnh cho đặc trong hình dạng mỏng. Tiếp theo là dùng xẻng cạo lớp kem mỏng, cuộn kem lại và đặt chúng thẳng đứng vào trong một cốc kem, rồi phủ lên trên các cuộn kem nhiều lớp phủ gia vị khác nhau, như đậu phộng, hạnh nhân hay kẹo chip. Phong cách chính của kem cuộn là hình dạng cuộn của nó.
Phong cách mới của món kem này xuất phát từ Đông Nam Á đã lan rộng đến Hoa Kỳ và Canada. Lan rộng từ Montréal đến Brooklyn, Los Angeles đến Atlanta, những tiệm kem nhỏ đông nghẹt người mua. Tại Anh, các hệ thống bán kem cuộn đầu tiên là Frew & Co và Kreemlicious Dessert Bar ở Luân Đôn. Món kem cuộn trở nên phổ biến trên toàn thế giới bắt đầu từ năm 2015.
Điều đáng chú ý của kem cuộn Thái Lan là với những nguyên liệu có sẵn, khách hàng có thể yêu cầu người làm kem tạo ra những chiếc kem có hình dáng trang trí và hương vị theo mong muốn tùy thích. Có đến hàng trăm hương vị và cách trang trí khác nhau được tạo ra. Theo Tele Madrid, cửa hàng Thai Scoops mở ở Madrid, Tây Ban Nha có 30 loại hương vị kết hợp cuộn kem khác nhau và các hương vị biến thể được chọn lựa của chúng vẫn tiếp tục được phát triển.

## Nguồn gốc

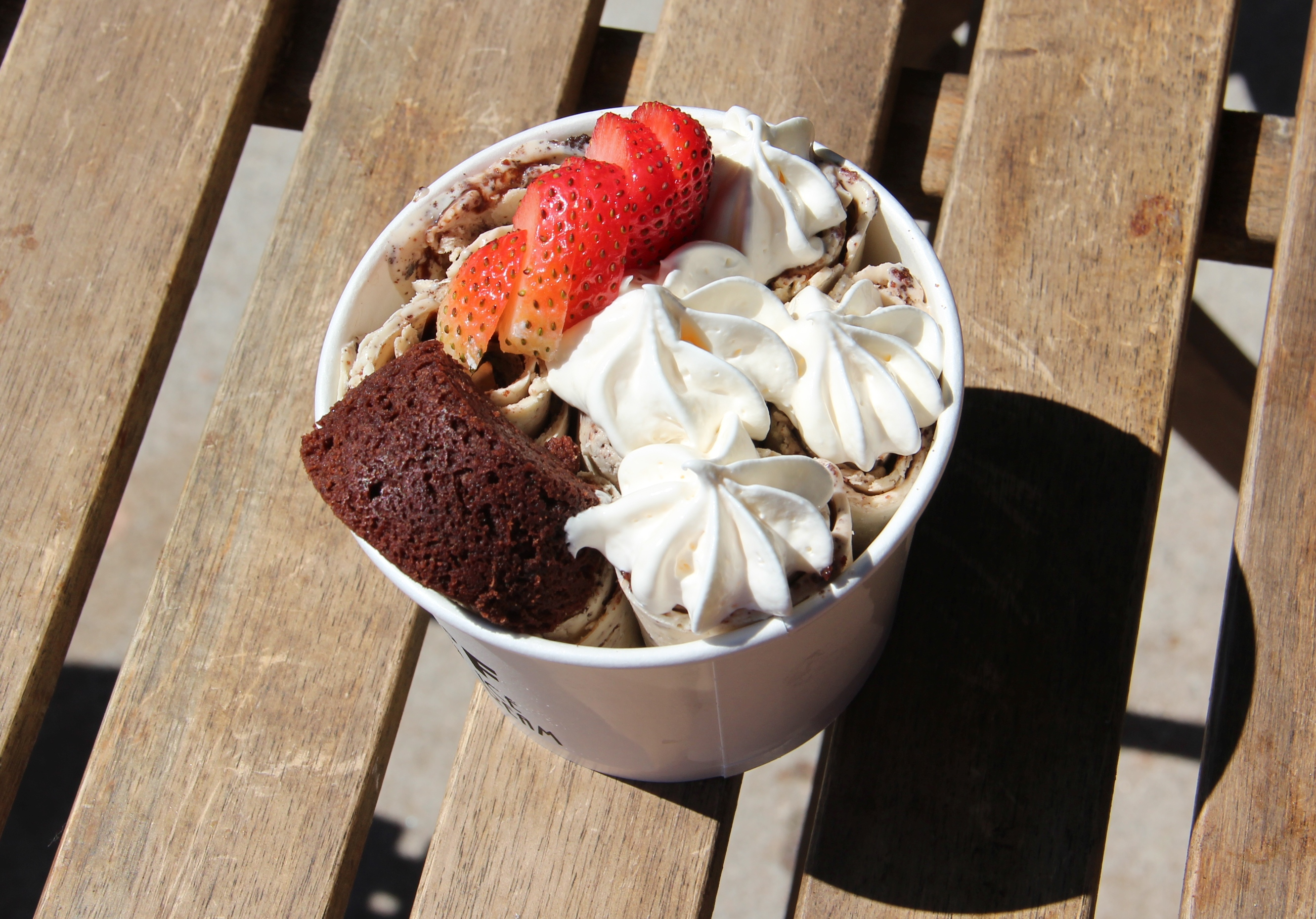
Một ly kem cuộn tại một nhà hàng ở Buford Highway.

### Thiết bị nướng lạnh

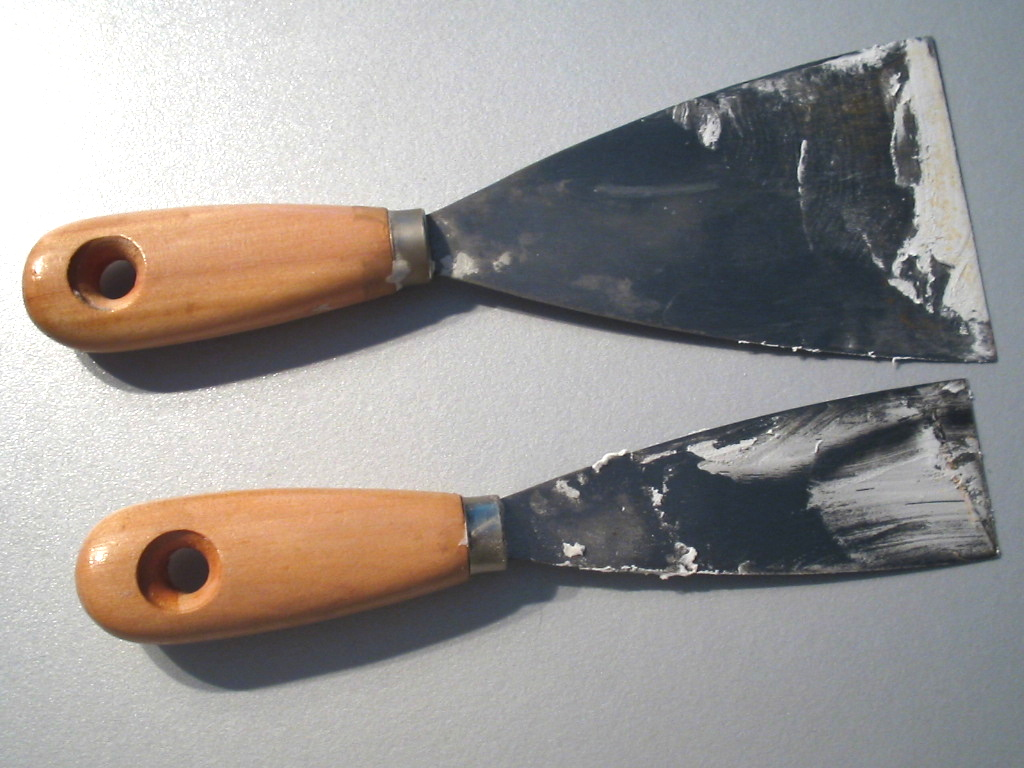
Dụng cụ tay để làm kem.

### Chuẩn bị

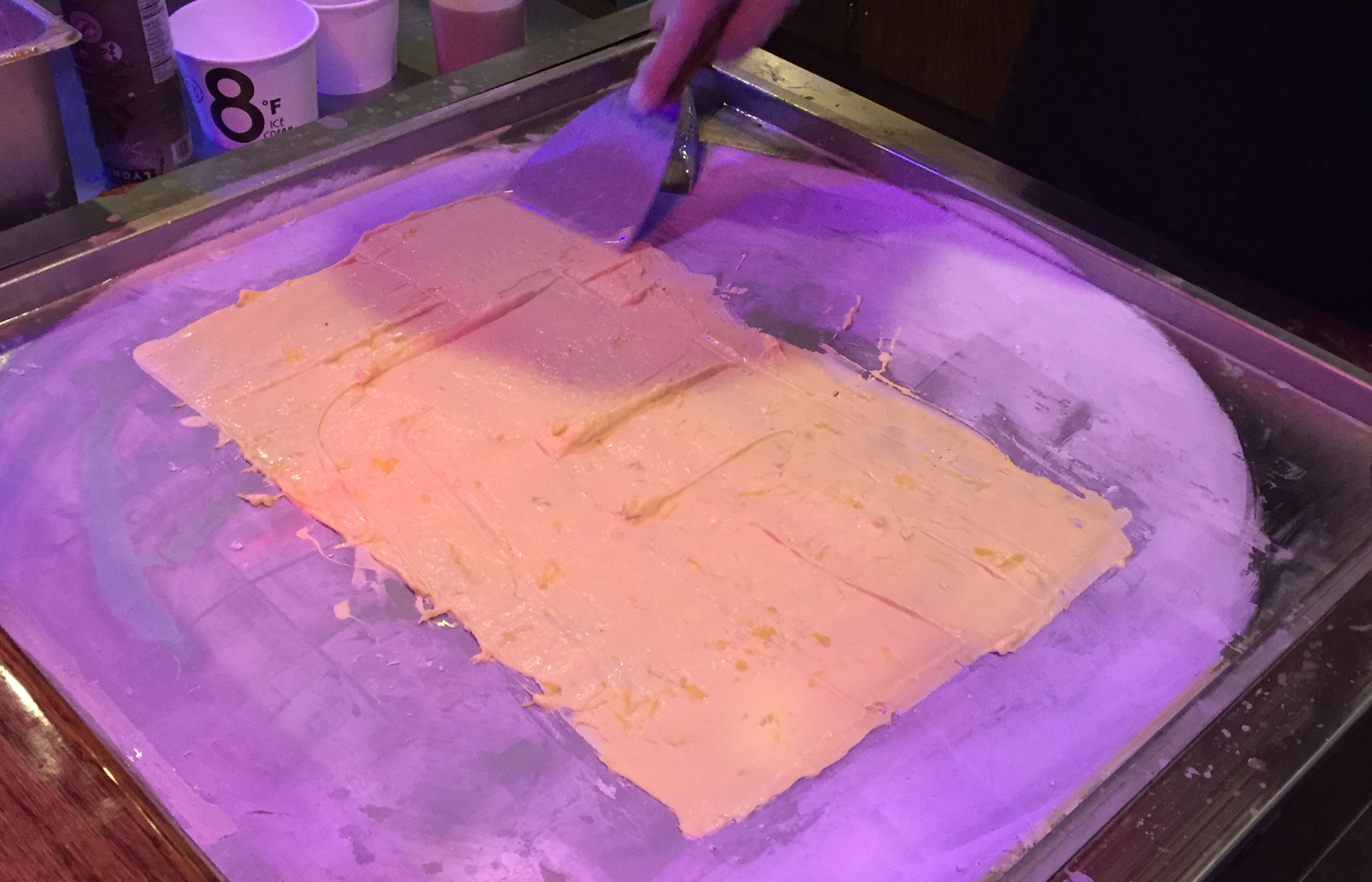
Kem đang được làm.

### Quá trình làm kem

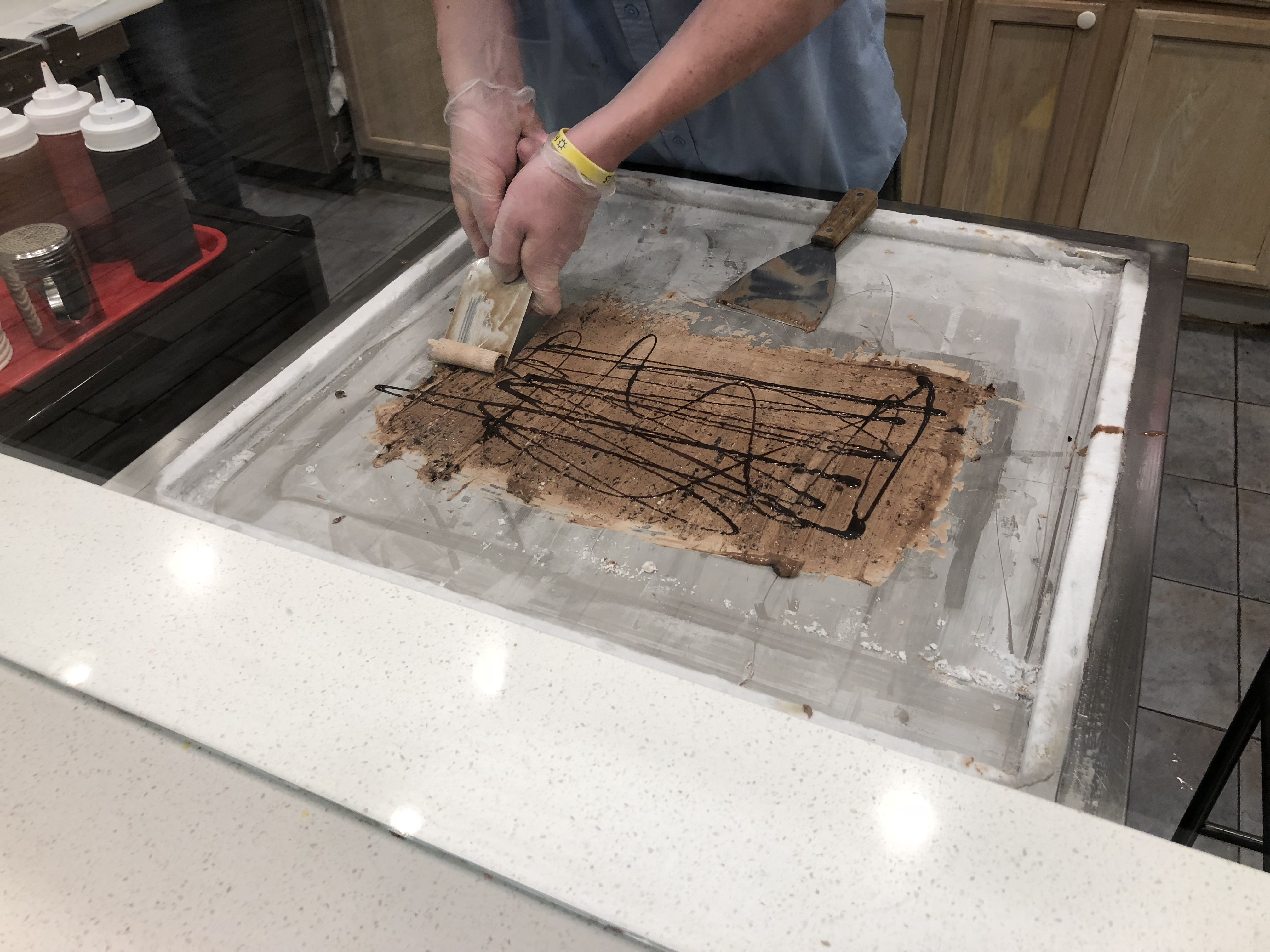
Kem đang được cuộn lại.

## Một số hình ảnh

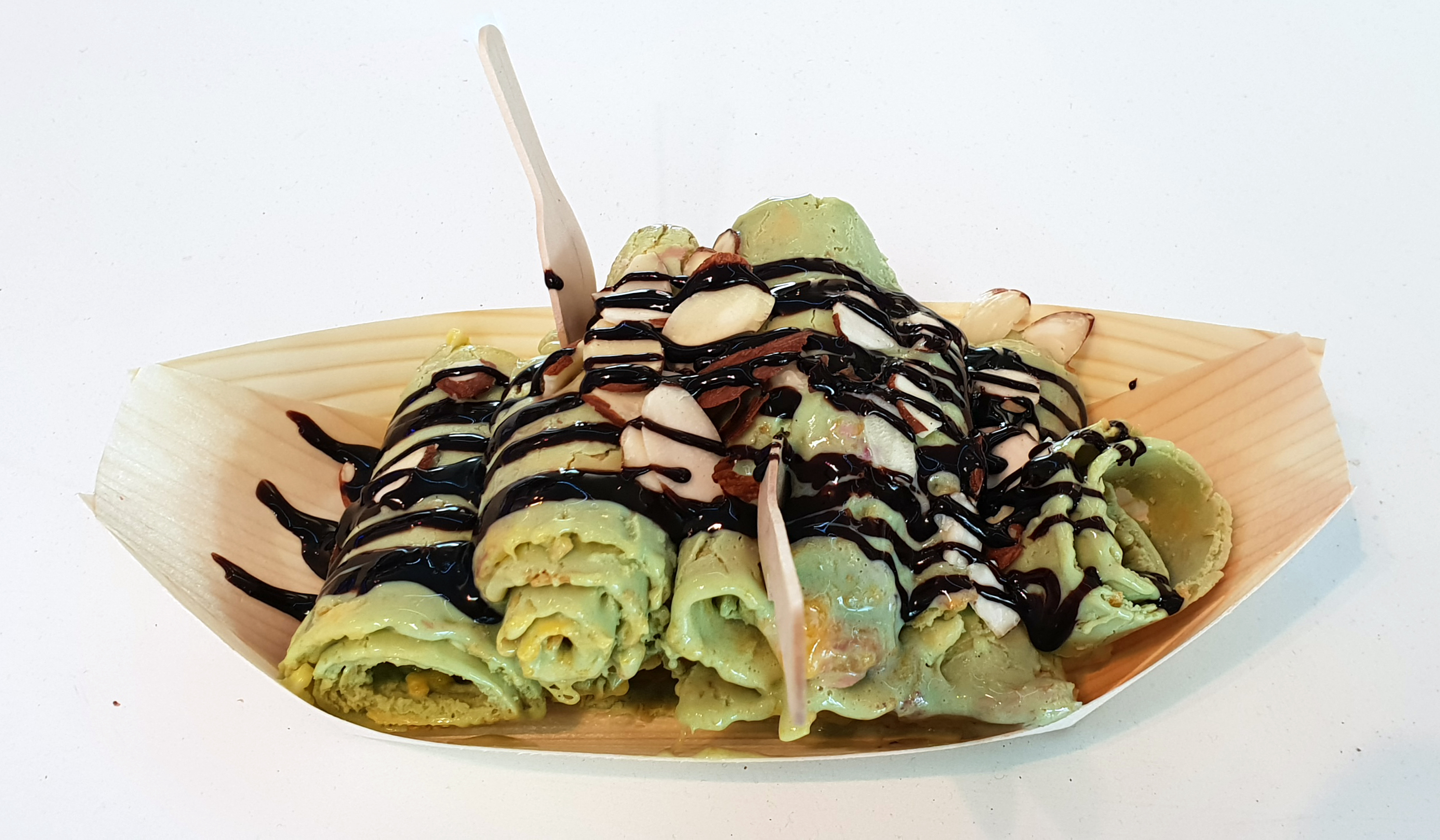
Kem cuộn (matcha với xoài và bột ngô) ở Nelson, New Zealand.
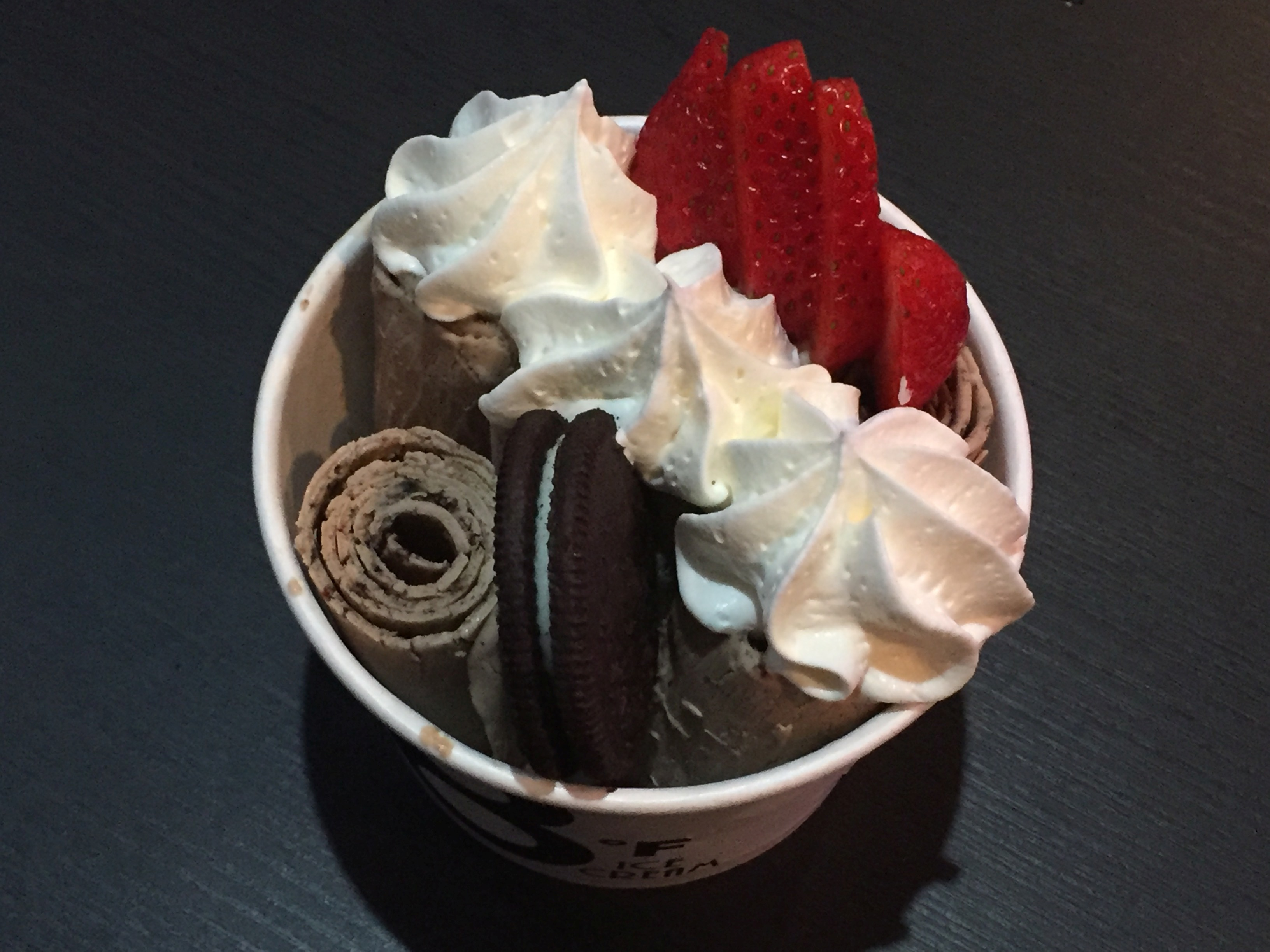
Gelato.
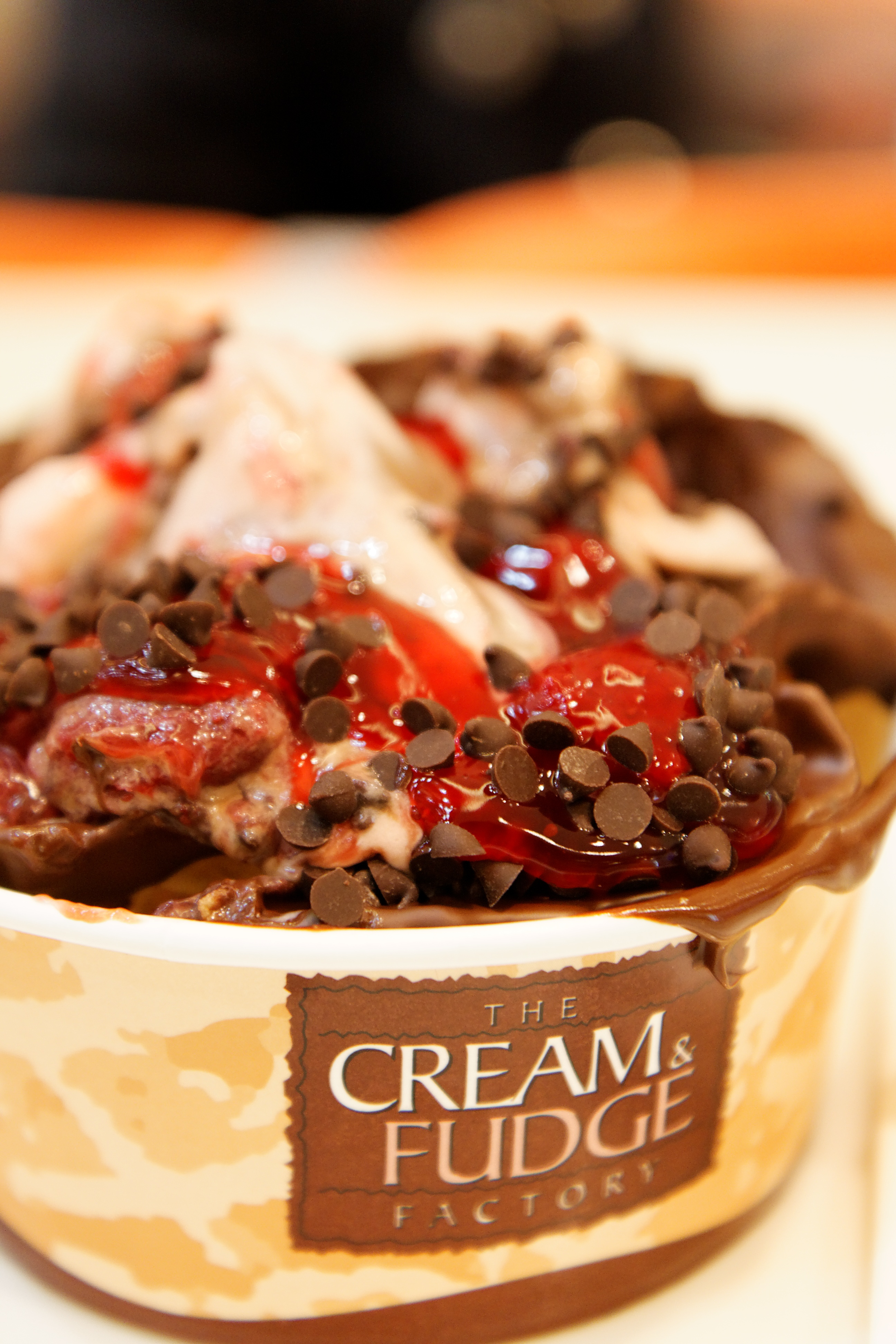
Cốc kem tổng hợp nhiều vị.